# Richard Dent
Richard Lamar Dent (* 13. Dezember 1960 in Atlanta, Georgia) ist ein ehemaliger US-amerikanischer American-Football-Spieler auf der Position des Defensive Ends. Er spielte 15 Jahre in der National Football League (NFL) und gewann mit den Chicago Bears, für die er zwölf Jahre spielte, und den San Francisco 49ers den Super Bowl (Super Bowl XX und Super Bowl XXIX).
Für seine Leistungen im Super Bowl XX wurde er zum Super Bowl MVP gewählt. 2011 wurde er in die Pro Football Hall of Fame aufgenommen.

## Privat
Richard Dent wurde am 13. Dezember 1960 in Atlanta, Georgia als sechstes von neun Kindern des Druckers Horace Dent und seiner Frau Mary, die einen Catering-Service betrieb, geboren.
Er hat drei Kinder und gründete eine Stiftung, die „Make A Dent Foundation“, die sich um die Verbesserung der Lebenssituation von Kindern kümmert.

## College
Nach der Highschool spielte Richard Dent von 1979 bis 1982 College Football für die Tennessee State University. Er erzielte 158 Tackles und 39 Sacks für die Tigers, die seit 2013 seine Trikotnummer 95 nicht mehr an andere Spieler vergeben.

## NFL

### Chicago Bears
Richard Dent wurde im NFL Draft 1983 von den Chicago Bears erst in der 8. Runde als 203. Spieler ausgewählt, obwohl er von einem Scout der Bears in die zweite Runde eingestuft worden war.
In seiner ersten Saison erzielte Dent drei Sacks und kam in jedem Spiel zum Einsatz, in drei davon spielte er von Beginn an. Bereits in seiner zweiten Saison erzielte er 17,5 Sacks, stand in den letzten zehn Saisonspielen in der Startformation und wurde in seinen ersten Pro Bowl gewählt. In der Saison 1985 spielte er jedes Spiel von Beginn an, erzielte 17 Sacks und die Bears gewannen in der Regular Season hinter ihrer dominanten Defense von Defensive Coordinator Buddy Ryan 15 Spiele, bei nur einer Niederlage. In den Play-offs schlugen sie die New York Giants mit 21:0, sowie die Los Angeles Rams mit 24:0 im NFC Championship Game und zogen in den Super Bowl ein. In den beiden Play-off-Spielen erzielte er 9 Tackles und 4,5 Sacks und erzwang 2 Fumbles. Head Coach Mike Ditka und die Bears gewannen den anschließenden Super Bowl XX mit 46:10 gegen die New England Patriots. Für seine Leistung im Super Bowl – er erzielte drei Tackles, 1,5 Sacks und erzwang zwei Fumbles – wurde Dent zum Super Bowl MVP gewählt.
Dent spielte noch bis 1993 bei den Bears und erzielte in jeder Saison mindestens 8,5 Sacks. Nach der Saison 1993 wurde er zum vierten und letzten Mal in den Pro Bowl gewählt.

### San Francisco 49ers
Zur Saison 1994 wechselte Dent zu den San Francisco 49ers. Mit den 49ers gewann er seinen zweiten Super Bowl (Super Bowl XXIX), kam jedoch nur in den ersten beiden Saisonspielen zum Einsatz und fiel danach für den Rest der Saison verletzt aus.

### Chicago Bears
Für die Saison 1995 wechselte Dent zurück zu den Chicago Bears, kam jedoch auch dieses Mal verletzungsbedingt nur auf drei Einsätze – davon einen von Beginn an. In seinen zwölf Spielzeiten für die Chicago Bears erzielte Dent 641 Tackles, 124,5 Sacks, acht Interceptions, sowie 34 erzwungene und 13 eroberte Fumbles.

### Indianapolis Colts
Nur eine Saison später spielte Dent eine Saison für die Indianapolis Colts. Er kam dabei in allen 16 Spielen der Regular Season zum Einsatz, erzielte 6,5 Sacks und das einzige Safety seiner Karriere.

### Philadelphia Eagles
Nach nur einem Jahr bei den Colts spielte Dent 1997, für die Philadelphia Eagles, seine letzte Saison in der NFL. Er erzielte – im Alter von 37 Jahren – in 15 Spielen noch einmal 4,5 Sacks und erzwang einen Fumble.

## Ehrungen und Rekorde
Richard Dent wurde vier Mal in den Pro Bowl gewählt und 2011 in die Pro Football Hall of Fame aufgenommen. Er erzielte während seiner NFL-Karriere 671 Tackles, 137,5 Sacks, 8 Interceptions, sowie 37 erzwungene und 13 eroberte Fumbles. Seine 137,5 Sacks waren zum Zeitpunkt seines Karriereendes die drittmeisten in der Geschichte der NFL, hinter Bruce Smith (200) und Reggie White (198). Seine Trikotnummer 59 wird an der Tennessee State University nicht mehr vergeben.